# Понс (граф Тулузы)
Понс Гильом (фр. Pons Guillaume de Toulouse, 975/977—1060, похоронен в Тулузе, Сен-Жернин) — граф Тулузы, Нима, Альби и Керси, маркиз Готии (1037—1060), сын Гильома III Тулузского и Эммы Прованской.

## Биография
Уже в 1030 году Понс обладал большой властью в графстве Альби. Около 1037 года он подарил множество аллодиальных земель, церквей и замков, в том числе графства Альби и Ним, в качестве свадебного подарка своей жене Майор Наваррской.
В 1037 году он унаследовал маркизат Готия и графство Тулуза от своего отца Гильома III. В маркизате Готия его соправительницей была Берта Руэргская. Он также был влиятелен в графстве Прованс через свою мать Эмму, и он мог использовать титул графа Прованса. Графом Прованса стал брат Понса Бертран I после смерти Эммы в 1063 году, когда Понс уже скончался. Однако Раймунд IV Тулузский и его преемники впоследствии носили этот титул.
В 1038 году Понс купил епископство Альби, владение виконтов Альби из дома Тренкавель. В 1040 году он пожертвовал аббатству Клюни все своё имущество из Дьена. В 1047 году он упоминается как пфальцграф Муассака.
Понс умер в 1060 году в Тулузе и был похоронен в аббатстве Сен-Жернин. Его преемником стал старший сын Гильом IV Тулузский. Понс оставил завещание, в котором говорится, что если Гильом IV умрет без потомства, то все наследство перейдет к младшему сыну Раймунду, который впоследствии и стал графом Тулузы.

## Брак и дети
1. Жена (около 1037: Майор Наваррская, дочь Санчо III, короля Наварры (умерла 1044):
- Понс Тулузский (умер 1063)

2. Жена (с 1045—1053): Альмодис де Ла Марш (убита 1071), дочь Бернара I, графа де Ла Марш
- Гильом Тулузский, граф Тулузы (1060—1094)  (убит в битве при Уэске в 1094)
- Раймунд де Сен-Жиль (ум. 28 февраля 1105 года, Палестина), граф Тулузы
- Гуго Тулузский, аббат Сен-Жиля
- Альмодис Тулузская (умерла после 1132)

муж: Пьер де Мельгёй (умер 1085), граф Мельгёя
3. Жена: Санча Арагонская (умерла 5 апреля/6 августа 1097), дочь Рамиро I, короля Арагона